# Ambre de Birmanie
L'ambre birman, également appelé burmite, est la résine fossile extraite du gisement de la vallée de Hukawng (en) dans le nord de la Birmanie (ou Myanmar). Cet ambre qui date d'environ 99 millions d'années, soit du Cénomanien (Crétacé supérieur), présente un intérêt paléontologique considérable en raison des animaux préhistoriques et des plantes qui y sont conservés sous forme d'inclusions. Des arthropodes fossiles (des insectes, des arachnides), mais aussi des oiseaux, des lézards, des serpents, des grenouilles et des restes fragmentaires de dinosaures sont restés captifs dans cette résine.
Connu et exploité pour fabriquer des bijoux depuis le premier siècle après J.-C, l'ambre fait l'objet de recherches scientifiques depuis le milieu du XIXe siècle. L'extraction de fossiles animaux et végétaux dans les gisements d'ambre de Birmanie suscite la controverse parce que le contrôle de la zone est devenu un enjeu économique qui exacerbe les conflits internes au Myanmar.

## Contexte géologique

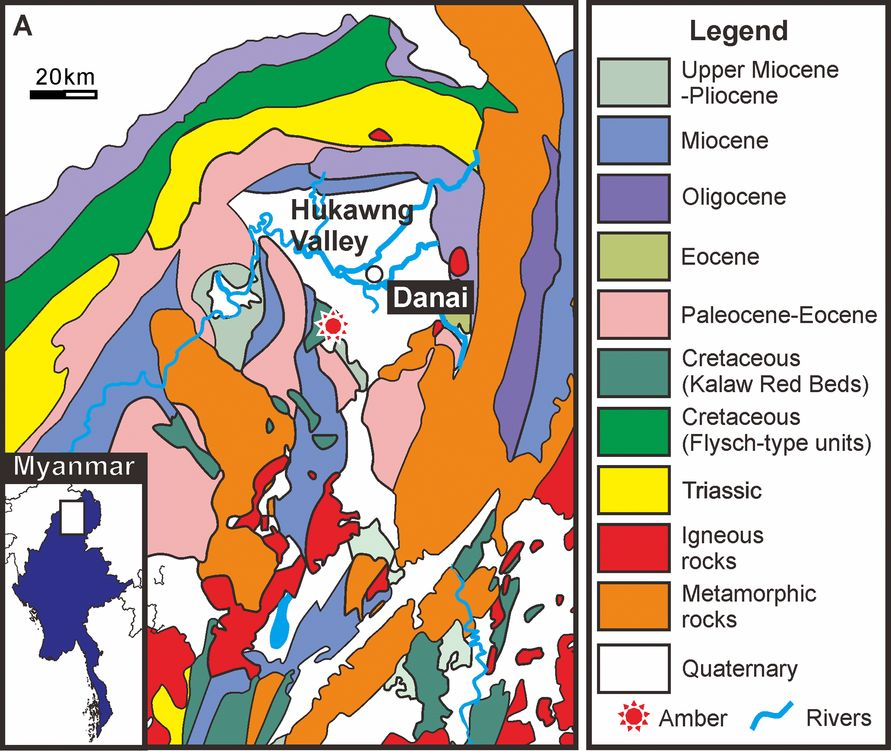
Contexte géologique de l'ambre birman dans le nord du Myanmar

L'ambre se trouve dans la vallée de Hukawng, un grand bassin sédimentaire mésozoïque - cénozoïque situé sur le terrane de Burma, qui faisait partie du Gondwana (un ancien supercontinent qui a commencé à se fracturer il y a environ 160 millions d'années). Certains éléments de la flore et de la faune présentent une distribution gondwanienne . Les scientifiques se fondent sur l'analyse des organismes contenus dans l'ambre birman pour tenter de déterminer l'époque à laquelle le bloc de la Birmanie occidentale a commencé à se séparer du Gondwana, et à dériver vers le nord jusqu'à entrer en collision avec l'Asie. Au vu de la flore et de la faune piégées dans l'ambre, cette dérive n'a pas pu se produire avant le Crétacé inférieur.

## Paléoenvironnement

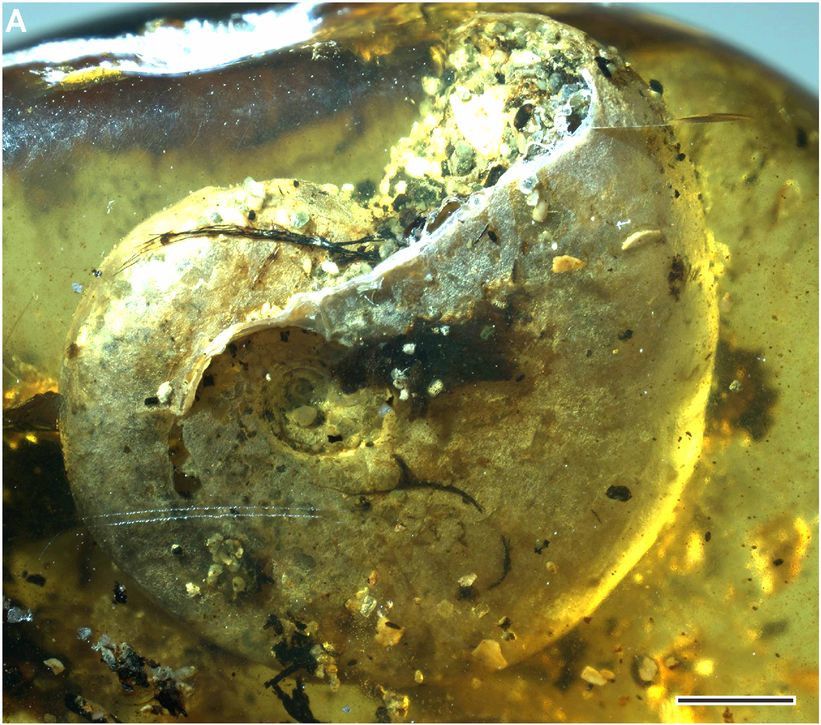
Une coquille juvénile de Puzosia (Bhimaites) dans l'ambre birman

L'ambre est sécrété par des conifères, avec probablement un arbre, l'araucaria, comme origine principale, comme le démontrent l'analyse spectroscopique et les inclusions de fragments de bois. Cependant il a pu être produit également par des pins.
La paléoforêt birmane qui a exsudé l'ambre était une forêt tropicale humide. La présence d'organismes marins indique qu'elle se trouvait sur une zone côtière estuarienne. Ainsi, la coquille d'une ammonite juvénile morte Puzosia (Bhimaites)), quatre coquilles de gastéropodes marins (notamment Mathilda ) et des isopodes littoraux ou supralittoraux contenus dans des morceaux d'ambre avec du sable coquillier permettent de supposer que la paléoforêt était située dans une zone de balancement des marées, de même que des traces de crinoïdes isocrinides, de coraux et d'huîtres sur la surface de certains morceaux. Des bivalves pholades térébrantes qui ont foré l'ambre montrent que la résine piégée était encore fraîche et non durcie quand elle a été déplacée dans les zones de marée. La présence de blattes troglobies nocticolidae suggère la présence à proximité de grottes.

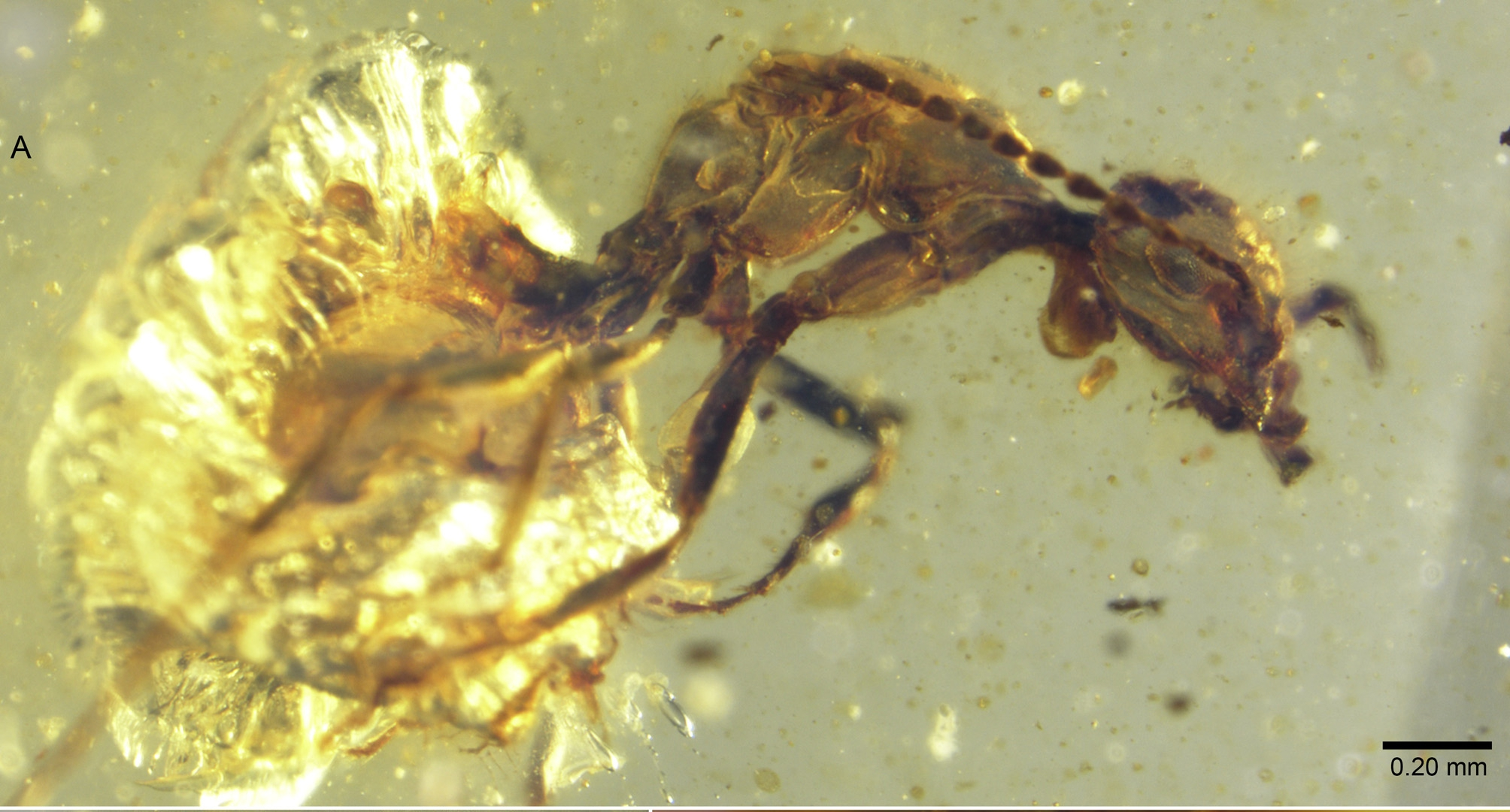
Spécimen>holotype Zigrasimecia tonsora

L'ambre lui-même est principalement en forme de disque et aplati, généralement brun rougeâtre, avec des nuances de couleur qui vont du jaune au rouge. L'opacité de l'ambre est variable. De nombreux morceaux d'ambre ont de fines veines de calcite d'une épaisseur qui n'excède pas un millimètre, mais qui peuvent atteindre 4,5-5 mm de largeur. Le nombre et la proportion des veines dans un morceau d'ambre varie de manière significative, dans certains morceaux les veines sont pratiquement absentes, tandis que d'autres en sont comme hachurés .

## Faune et la flore
La liste des taxons est extraordinairement diversifiée, avec plus de 42 classes, 108 ordres, 569 familles, 1 017 genres et 1 379 espèces décrites à la fin de 2019, dont plus de 300 espèces décrites en 2019 seulement ; dans leur grande majorité (94%) il s'agit d'arthropodes. Une liste complète des taxons jusqu'à la fin de 2018 peut être trouvée dans Ross 2018 . Un supplément couvrant la majeure partie de 2019 peut être trouvé dans Ross 2019b .

### Vertébrés

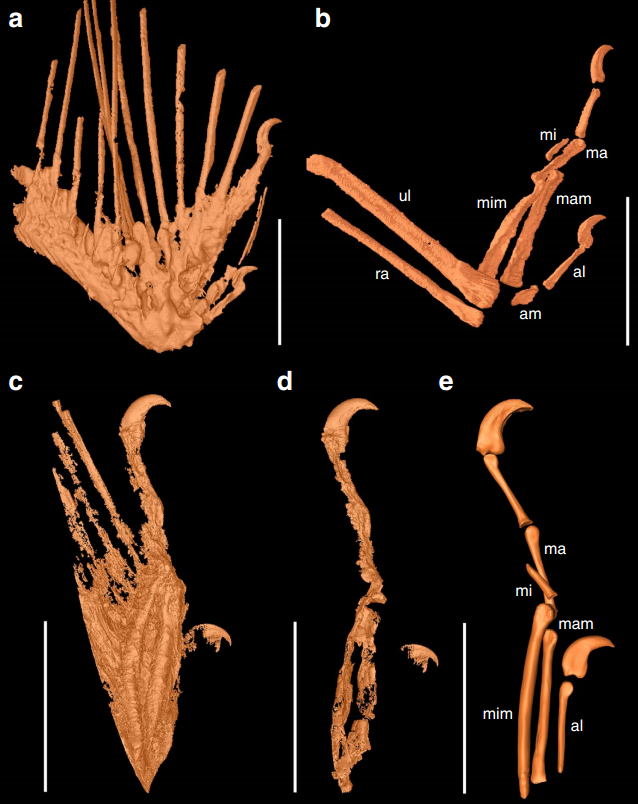
Scanner d'une aile d'oiseau figée dans de l'ambre

Bien que le gisement soit réputé pour les inclusions d'invertébrés, certains fossiles remarquables de vertébrés y ont également été découverts :
- Une queue de dinosaure théropode avec des plumes bien conservées, un coerulausore juvénile[12].
- Des fossiles de dinosaures ailés (avialiens) énantiornithines dont des juvéniles[13],[14] avec des ailes et des pattes préservées[15],[16],[17],[18] parmi lesquels un oiseau du genre Elektorornis (en) (dont le nom signifie en grec "l'oiseau de l'ambre")[19]
- Un crâne complet du plus petit dinosaure mésozoïque connu, Oculudentavis, un prédateur volant[20]
- Electrorana (en), une grenouille bien conservée[21]
- Un serpent embryonnaire[22]
- Plusieurs espèces de lézards ont été décrites dans le gisement, dont un gecko, le plus ancien qui soit connu, avec des coussinets d'orteils préservés, Cretaceogekko (en)[23],[24]
- Un amphibien de la famille Albanerpetontidae ; le spécimen avait été initialement décrit à tort comme étant un saurien de la famille des Chamaeleonidae[25]

### Invertébrés
Plus de 1 000 espèces d'invertébrés sont identifiées dans le gisement, notamment les plus anciens membres de Palpigradi (Electrokoenenia) et Schizomida ( Mesozomus ), le plus ancien ver de velours (Cretoperipatus), et les seuls membres fossiles connus de Mesothelae et Ricinulei depuis le Paléozoïque. Le Chimerarachne est une araignée-tige unique possédant toujours une queue, avec des formes similaires connues uniquement du Paléozoïque.

#### Arachnides

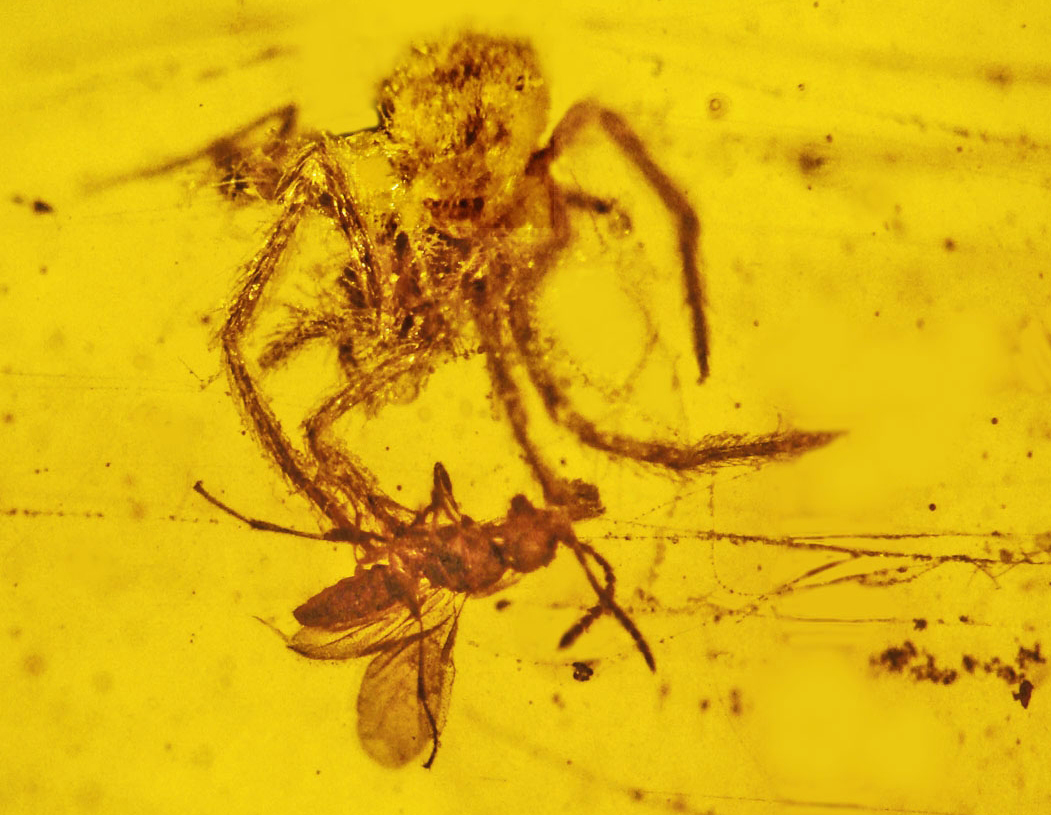
Nephila burmanica attaquant Cascoscelio incassa (Scelioninae)

##### Araneae
Quarante-quatre familles d'araignées sont connues grâce à l'ambre birman, parmi lesquelles : archaeidae, † Burmadictynidae, † Burmascutidae, † Burmathelidae, Clubionidae, corinnidae, † Cretaceothelidae, deinopidae, dipluridae, † Eopsilodercidae, † Fossilcalcaridae, Hersiliidae, hexathelidae, † Lagonomegopidae, leptonetidae, liphistiidae, † Micropalpimanidae, † Mongolarachnidae, mysmenidae, ochyroceratidae, oecobiidae, oonopidae, Oxyopidae, palpimanidae, † Parvithelidae, Pholcidae, † Pholcochyroceridae, † Plumorsolidae, † Praearaneidae, † Praeterleptonetidae, psechridae, Psilodercidae, Salticidae, Segestriidae, telemidae, tetrablemmidae, Tetragnathidae, Theridiosomatidae, Theridiidae, Thomisidae, Uloboridae et † Vetiaroridae.

##### Acariformes
L'ambre birman a permis d'identifier vingt familles d'Acariformes : anystidae, Archaeorchestidae, Bdellidae, Caeculidae, Cheyletidae, Enantioppiidae, Eremaeidae, Erythraeidae, Eupodidae, Gymnodamaeidae, Malaconothridae, Microtrombidiidae, Neoliodidae, Oribatellidae, Oribotritiidae, Resinacaridae, Smarididae, Trombellidae, trombidiidae et Tuckerellidae.

##### Opiliones
L'ambre birman a permis d'identifier cinq familles d'opiliones : Epedanidae, † Halithersidae, † Monooculricinuleidae, Sclerosomatidae et Stylocellidae.

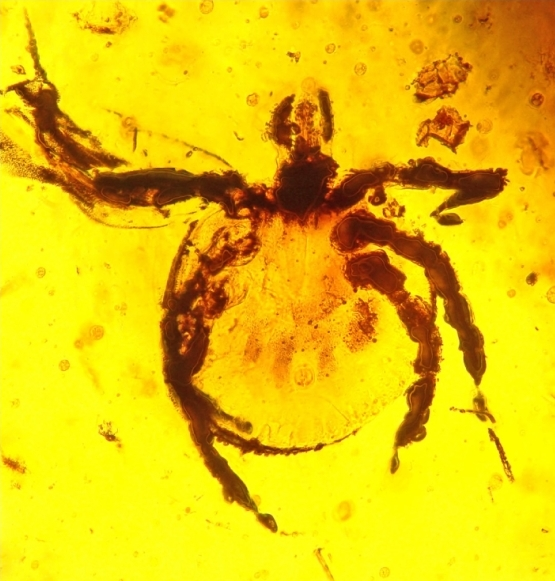
Cornupalpatum burmanicum

##### Pseudoscorpions
L'ambre birman a permis d'identifier douze familles de pseudoscorpions , notamment: Atemnidae, Cheiridiidae, Cheliferidae, Chernetidae, Chthoniidae, Feaellidae, Garypinidae, Hyidae Ideoroncidae, Neobisiidae, Pseudocheiridiidae et Withiidae.

##### Scorpions
L'ambre birman a permis d'identifier sept familles de scorpions : Buthidae, Chaerilidae, † Chaerilobuthidae, † Palaeoburmesebuthidae, † Palaeoeuscorpiidae, † Palaeotrilineatidae et † Sucinolourencoidae.

##### Parasitiformes
L'ambre birman a permis d'identifier cinq familles de parasitiformes : Argasidae, † Deinocrotonidae, Ixodidae, Opilioacaridae et Polyaspididae.

##### Schizomida
L'ambre birman a permis d'identifier un genre de schizomidan : Mesozomus,  qui appartient aux Hubbardiidae.

##### Palpigradi
L'ambre birman a permis d'identifier un genre de palpigradi : Electrokoenenia, qui appartient aux Eukoeneniidae.

##### Amblypygi
Un genre d'Amblypygi est identifié grâce à l'ambre birman, le Kronocharon, qui n'appartient à aucune famille existante.

##### Solfugae
Un genre d'araignée de chameau est identifié grâce à l'ambre birman : le Cushingia, qui n'appartient à aucune famille existante.

##### Thelyphonida
Deux genres de scorpion fouet sont identifiés grâce à l'ambre birman : Mesothelyphonus, qui appartient aux Thelyphonidae et Burmathelyphonia qui n'appartient à aucune famille existante.

##### Ricinulei
Trois genres de Ricinulei sont identifiés grâce à l'ambre birman : Hirsutisoma, Poliochera (un taxon autrement carbonifère) et Primoricinuleus dont aucun n'appartient à des familles existantes.

#### Myriapoda

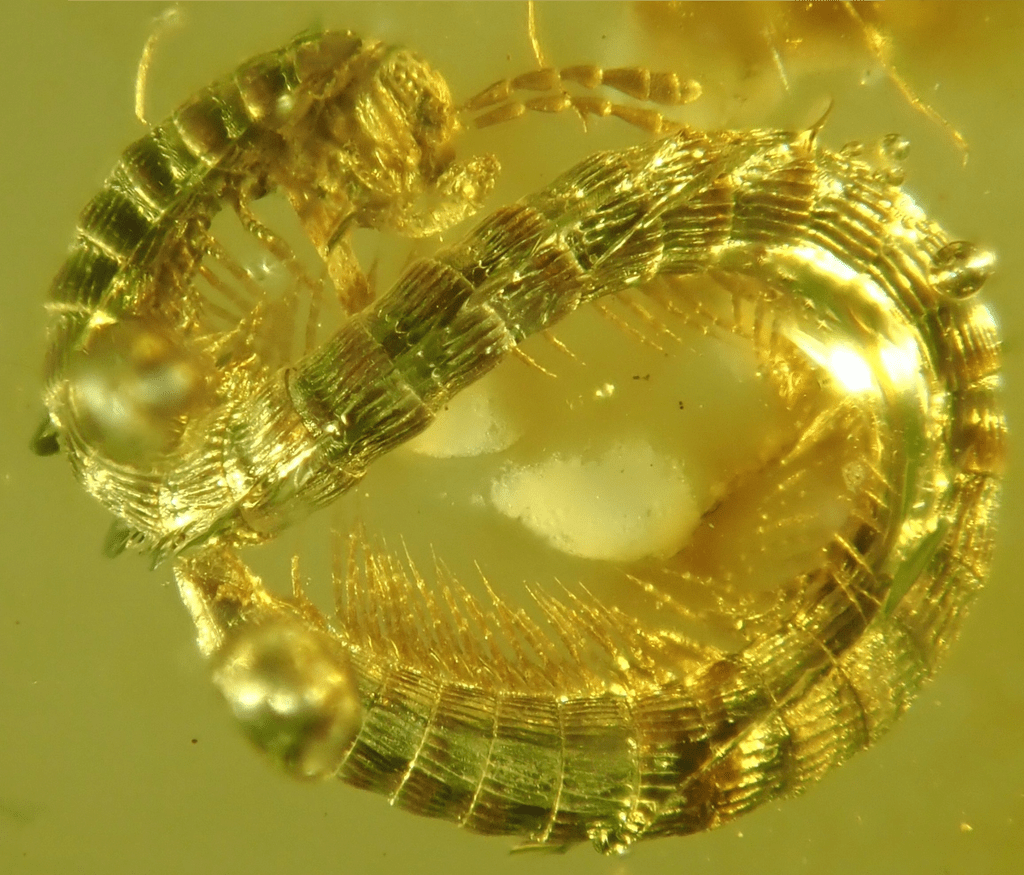
Burmanopetalum inexpectatum (Callipodida)

Quinze familles de myriapodes sont identifiées grâce à l'ambre birman : Anthroleucosomatidae, Tingupidae, Glomeridellidae, Andrognathidae, Paradoxosomatidae, Polydesmidae, Polyxenidae, Synxenidae, Polyzoniidae, Siphoniulidae, Siphonophoridae, Siphonorhinidae, Zephroniidae, Cambalidae, Scolopendrellidae et † Burmanopetalidae.

#### Entognathes
On connaît huit familles d'Entognathes grâce à l'ambre birman : Campodeidae, Japygidae, Isotomidae, † Praentomobryidae, Tomoceridae, Neanuridae, Odontellidae et Sminthuridae.

#### Insectes

##### Incertae cedis
On a découvert grâce à l'ambre une espèce de l'énigmatique insecte à longues pattes Chresmoda. Tout comme le mésophthirus, un parasite de type poux.

##### Archaeognathes
Deux familles d'archéognathes ont été découvertes dans l'ambre birman : les Machilidae et les Meinertellidae.

##### Zygentome
Une famille de Zygentome a été découverte dans l'ambre : Lepismatidae.

##### Éphéméroptères

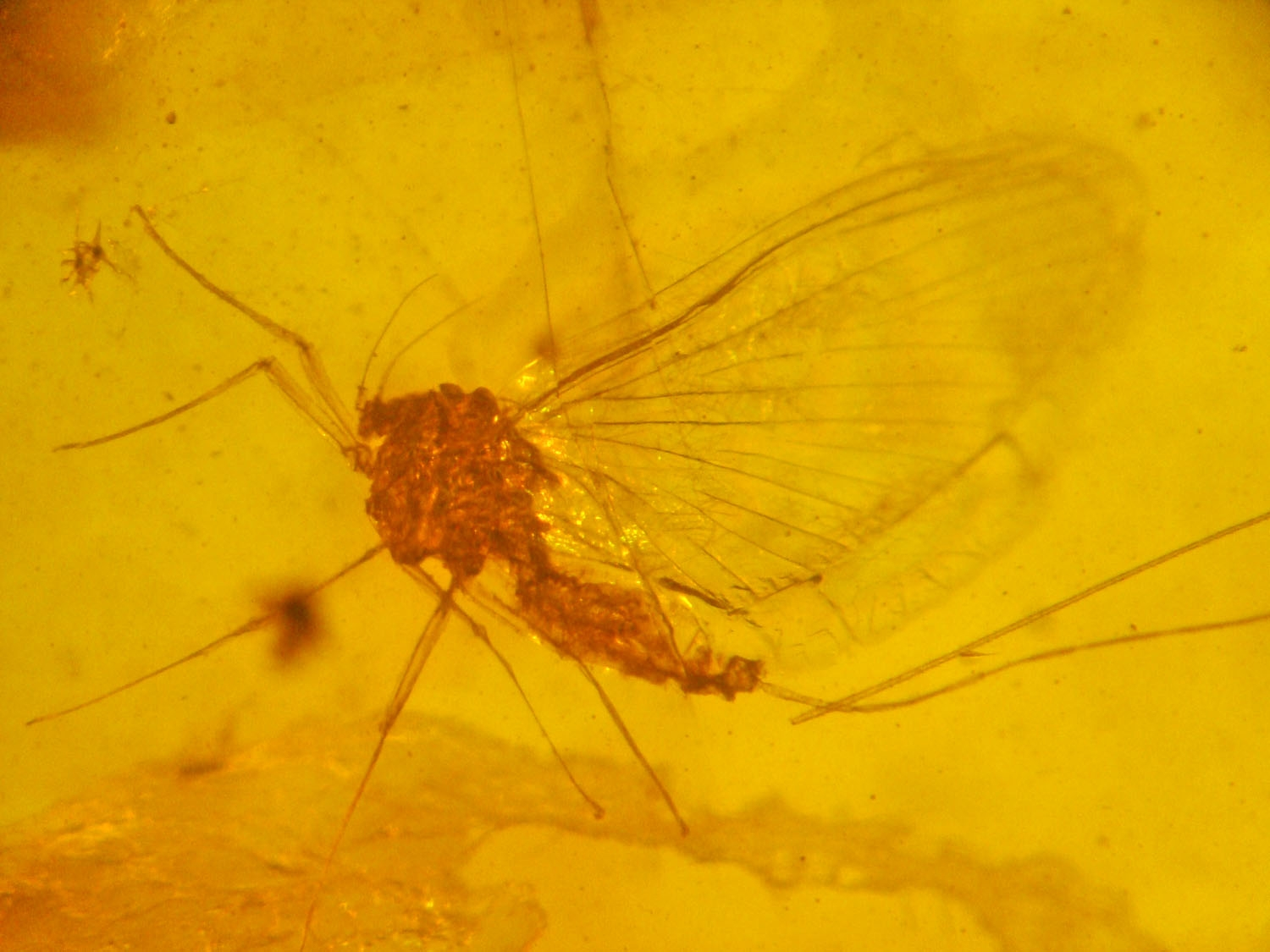
Vetuformosa buckleyi (Ephemeroptera)

Sept familles d'éphémères ont été identifiées dans l'ambre : † Australiphemeridae, Baetidae, Ephemeridae, Heptageniidae, † Hexagenitidae, Isonychiidae, Prosopistomatidae.

##### Odonates
Dix-neuf familles de odonates ont été identifiées dans l'ambre : Aeshnidae, † Araripegomphidae, † Burmacoenagrionidae, † Burmaeshnidae, † Burmagomphidae, † Burmaphlebiidae, Calopterygidae, Coenagrionidae, Dysagrionidae, Gomphaeschnidae, Gomphidae, Hemiphlebiidae, Libellulidae, megapodagrionidae, † Mesomegaloprepidae, † Paracoryphagrionidae, Perilestidae, Platycnemididae, Platystictidae.

##### Hyménoptères

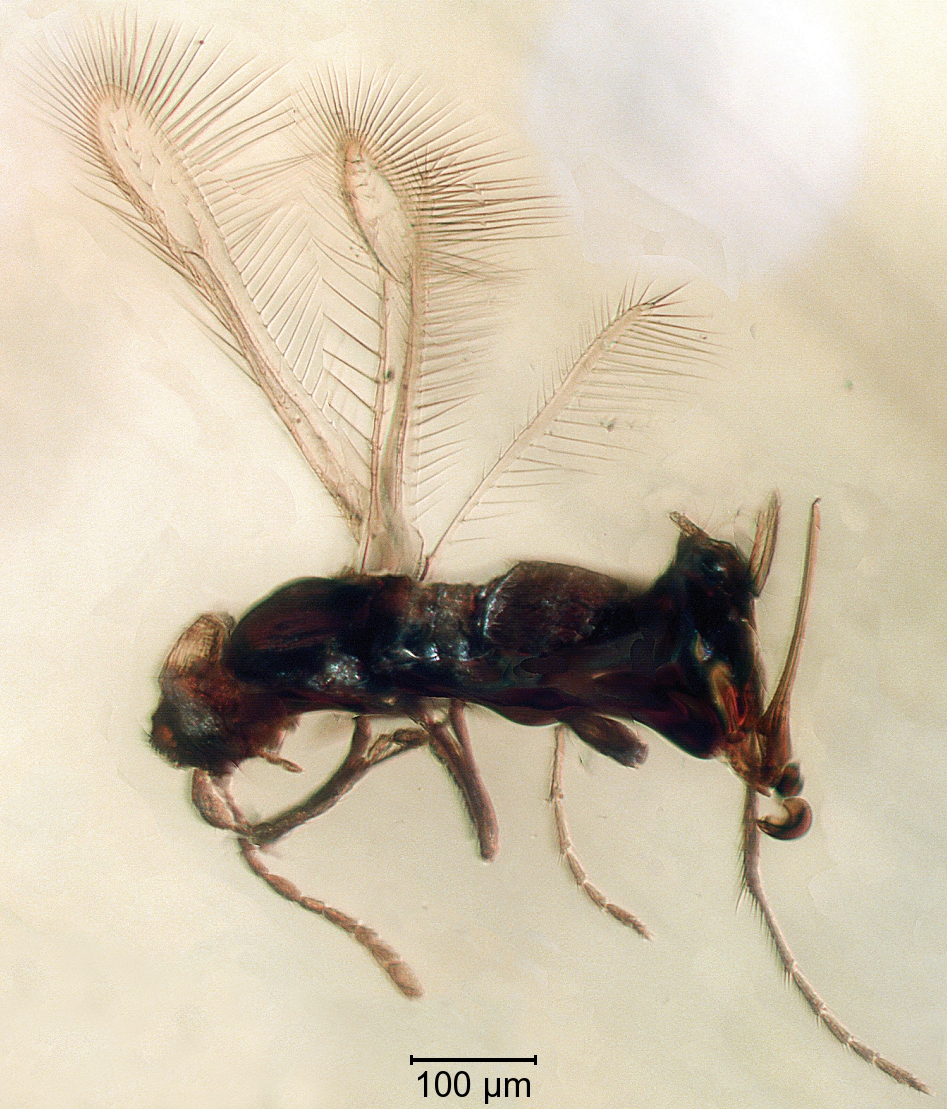
Myanmymar aresconoides (Mymaridae)

En 2020 a été décrite l'espèce d'abeilles la plus ancienne jamais identifiée, incluse dans l'ambre, Discoscapa apicula.
Plus de cinquante familles d'hyménoptères ont pu être étudiées ; les articles de Cockerell ont décrit un groupe d'espèces de Bethylidae et Aulacidae conservées dans l'ambre, entre 1917 et 1920. La famille monotypique Melittosphecidae n'est connue que de l'espèce contenue dans l'ambre birman, Melittosphex burmensis ; huit espèces appartenant à Aptenoperissus de la famille monotypique Aptenoperissidae ont été également identifiées. À l'origine décrit comme appartenant aux Aneuretinae, Burmomyrma rossi a été déplacé vers la famille de Chrysidoidea éteinte des Falsiformicidae. Un certain nombre d'espèces de Formicidae ont été identifiées, appartenant à Baikuris (indet) Camelomecia janovitzi, Ceratomyrmex ellenbergeri, onze espèces de Gerontoformica, trois espèces de Haidomyrmex, Linguamyrmex vladi, deux espèces de Zigrasimecia, Dhagnathos autokrator, Chonidris insolita, Aquilomyrmex huangi, Protoceratomyrmex revelatus et Linguamyrmex brevicornis . Parmi les autres familles on compte Ampulicidae, Braconidae, Cephidae, ceraphronidae, Chalcididae, Chrysididae, Crabronidae, diapriidae, Dryinidae, Embolemidae, Evaniidae, gasteruptiidae, Heloridae, Ichneumonidae, megalyridae, megaspilidae, Mymaridae, Mymarommatidae, Pelecinidae, Platygastridae, Rhopalosomatidae . Rotoitidae, sapygidae, Scelionidae, sclerogibbidae, scolebythidae, Sepulcidae, Sierolomorphidae, Siricidae, Sphecidae, Stephanidae, Tiphiidae, Vespidae, Xiphydriidae, † Aptenoperissidae, † Bryopompilidae, † Burmusculidae, † Chrysobythidae, † Dipterommatidae, † Diversinitidae, † Falsiformicidae, † Gallorommatidae, † Maimetshidae, † Myanmarinidae, † Othniodellithidae, † Praeaulacidae, † Proterosceliopsidae, † Serphitidae, † Spathiopterygidae, † Syspastoxyelidae et plusieurs taxons incertae cedis.

##### Diptères

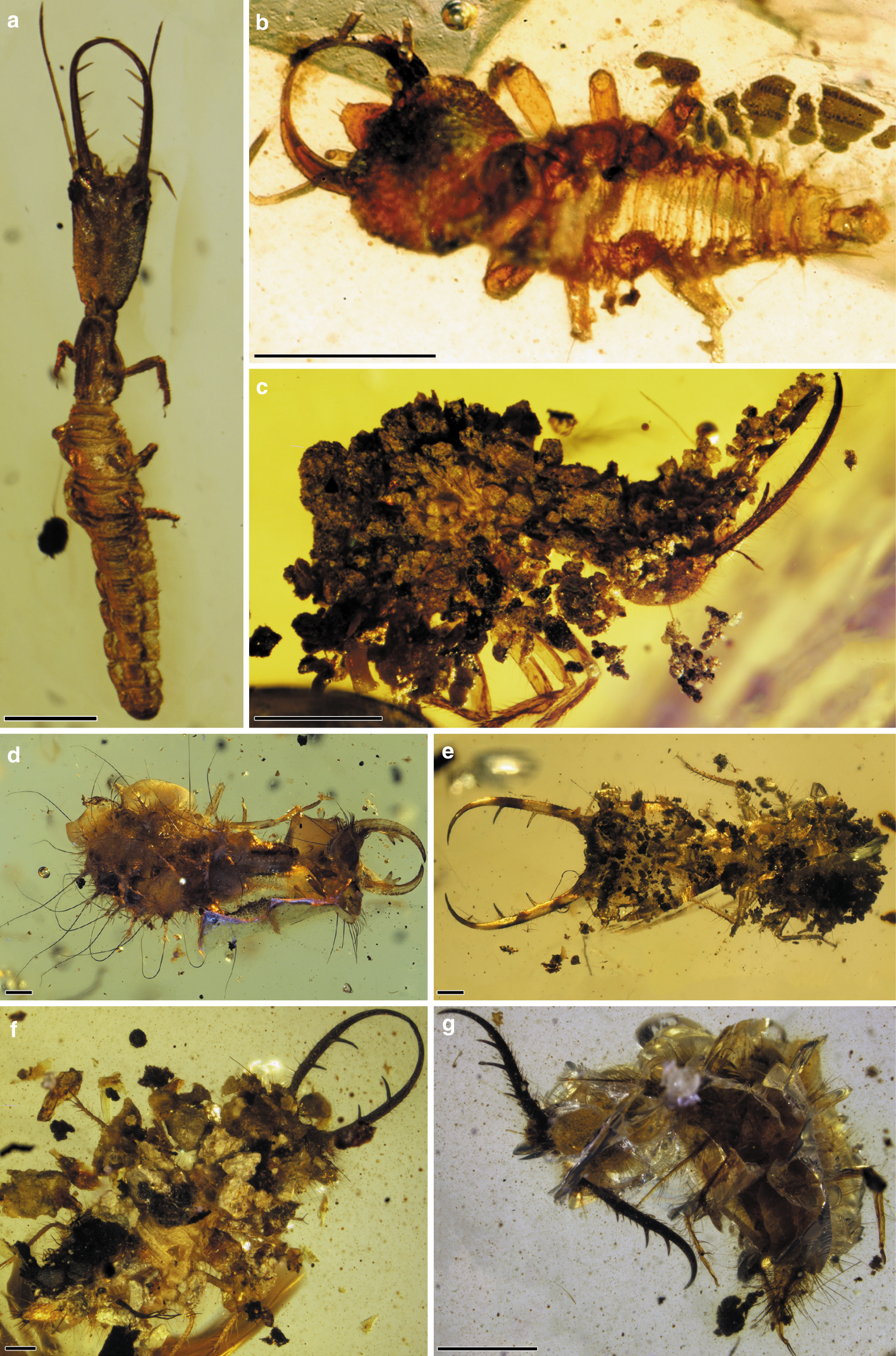
Larves de Myrmeleontiformia dans l'ambre birman

Quarante-sept familles de diptères sont connues grâce à l'ambre birman, notamment : acroceridae, anisopodidae, apsilocephalidae, Apystomyiidae, Asilidae, atelestidae, Blephariceridae, Bombyliidae, Cecidomyiidae, cératopogonidés, Chaoboridae, chironomes, corethrellidae, Culicidae, diadocidiidae, Dolichopodidae, Empididae, hybotidae, keroplatidae, Limoniidae, Lygistorrhinidae, Mycetophilidae, mythicomyiidae, Nemestrinidae, Phoridae, Pipunculidae, platypezidae, Psychodidae, ptychopteridae, Rachiceridae, rhagionidae, scatopsidae, Sciaridae, Stratiomyidae, Tabanidae, tanyderidae, Tipulidae, Valeseguyidae, xylomyidae, † Cascopleciidae, † Chimeromyiidae, † Eremochaetidae, † Eucaudomyiidae, † Mysteromyiidae, † Rhagionemestriidae, † Tethepomyiidae, † Zhangsolvidae et plusieurs taxons incertae cedis.

##### Coléoptères
Quatre-vingt-huit familles de Coléoptères sont connues grâce à l'ambre birman, dont: aderidae, anthicidae, Anthribidae, † Apotomouridae, belidae, Boganiidae, Bostrichidae, Brachypsectridae, Buprestidae, Cantharidae, carabes, caridae, Cerambycidae, Cerophytidae, Cerylonidae, Chrysomelidae, Ciidae, Clambidae, Cleridae, Cucujidae, Cupedidae, Curculionidae, Cyclaxyridae, Dascillidae, Dermestidae, Drilidae, Dytiscidae, Elateridae, Elmidae, Endomychidae, Eucinetidae, Eucnemidae, Geotrupidae, Glaresidae, Gyrinidae, Histeridae, hybosoridae, Hydraenidae, Hydrophilidae, Ithyceridae, Jacobsoniidae, Kateretidae, Laemophloeidae, Lampyridae, Latridiidae, Leiodidae, Lepiceridae, Lucanidae, lycidae, Lymexylidae, melandryidae, Meloidae, Melyridae, Monotomidae, Mordellidae, nemonychidae, Nitidulidae, Oedemeridae, Ommatidae, Passalidae, † Parandrexidae, † Passalopalpidae, Passandridae, Prostomidae, Psephenidae, ptiliidae, Ptinidae, Ptilodactylidae, Ripiphoridae, Rhysodidae, Salpingidae, Scarabaeidae, Scirtidae, Scraptiidae, Silphidae, Silvanidae, Smicripidae, Sphaeriusidae, Staphylinidae, Tenebrionidae, Tetratomidae, Thanerocleridae, Throscidae, trogidae, Trogossitidae et zopheridae.

##### Neuroptères

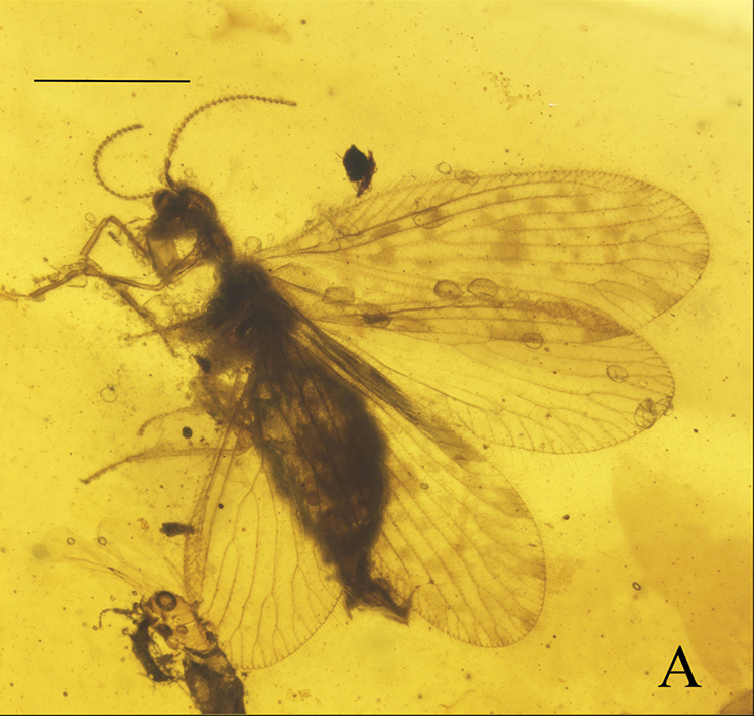
Stictosisyra pennyi (Sisyridae)

Vingt et une familles de neuroptères sont connues grâce à l'ambre birman : Ascalaphidae, † Babinskaiidae, Berothidae, Chrysopidae, coniopterygidae, † Corydasialidae, Dilaridae, † Dipteromantispidae, Hemerobiidae, ithonidae, Kalligrammatidae, mantispidae, † Mesochrysopidae, Myrmeleontidae, Nemopteridae, Nevrorthidae, Nymphidae, Osmylidae, Psychopsidae, Rachiberothidae, Sisyridae et plusieurs taxons incertae cedis.

##### Hemiptères
Soixante-cinq familles d'hemiptères ont été identifiées dans l'ambre birman : Achilidae, † Albicoccidae, Aleurodidae, Aphrophoridae, Aradidae, † Burmacoccidae, † Burmitaphidae, Callaphididae, Cercopidae, Cicadellidae, Cicadidae, Cimicidae, Cixiidae, Coccidés, Coreidae, Cydnidae, Dictyopharidae, Dipsocoridae, † Dorytocidae, enicocephalidae, Fulgoridae, Gelastocoridae, Gerridae, † Hodgsonicoccidae, Hydrometridae, Issidae, † Jubisentidae, † Juraphididae, Kinnaridae, † Kozariidae, † Lalacidae, Leptopodidae, † Liadopsyllidae, Margarodidae, Matsucoccidae, † Mimarachnidae, † Minlagerrontidae, Miridae, Monophlebidae, Naucoridae, Ochteridae, Ortheziidae, † Palaeoleptidae, † Parvaverrucosidae, † Perforissidae, † Protopsyllidiidae, † Procercopidae, Pseudococcidae, Reduvidae, Schizopteridae, † Sinoalidae, † Tajmyraphididae, Tettigarctidae, Tingidae, Tropiduchidae, Velocipedidae, veliidae, † Weitschati dae, Xylococcidae, † Yetkhatidae, Nabidae, † Neazoniidae et plusieurs taxons incertae cedis.

##### Dictyoptères
Vingt familles de dictyoptères ont été identifiées dans l'ambre birman : Blaberidae, † Blattulidae, Blattidae, † Caloblattinidae, Corydiidae, Ectobiidae, † Olidae, † Liberiblattinidae, † Alienopteridae, † Manipulatoridae † Umenocoleidae, Nocticolidae, † Pabuonqedidae Termites († Archeorhinotermitidae, Hodotermitidae, Termitidae et Mastotermitidae ) et la mante Burmantis .

##### Mécoptères
Cinq familles de mécoptères sont connues, dont: Bittacidae, Meropeidae, Mesopanorpodidae, † Pseudopolycentropodidae et † Dualulidae .

##### Psocoptères
Neuf familles de psocoptères sont connues, notamment: † Archaeatropidae, Compsocidae, Liposcelididae, Manicapsocidae, Pachytroctidae, Prionoglarididae, Psyllipsocidae, Sphaeropsocidae et Trogiidae .

##### Orthoptères
On connaît six familles d'orthoptères : † Elcanidae, Gryllidae, Mogoplistidae, Tetrigidae, Tettigoniidae et Tridactylidae

##### Trichoptères
On connaît huit familles de trichoptères, notamment: Calamoceratidae, † Dysoneuridae, Helicopsychidae, Hydroptilidae, Odontoceridae, Philopotamidae, Polycentropodidae et Psychomyiidae.

##### Dermaptères

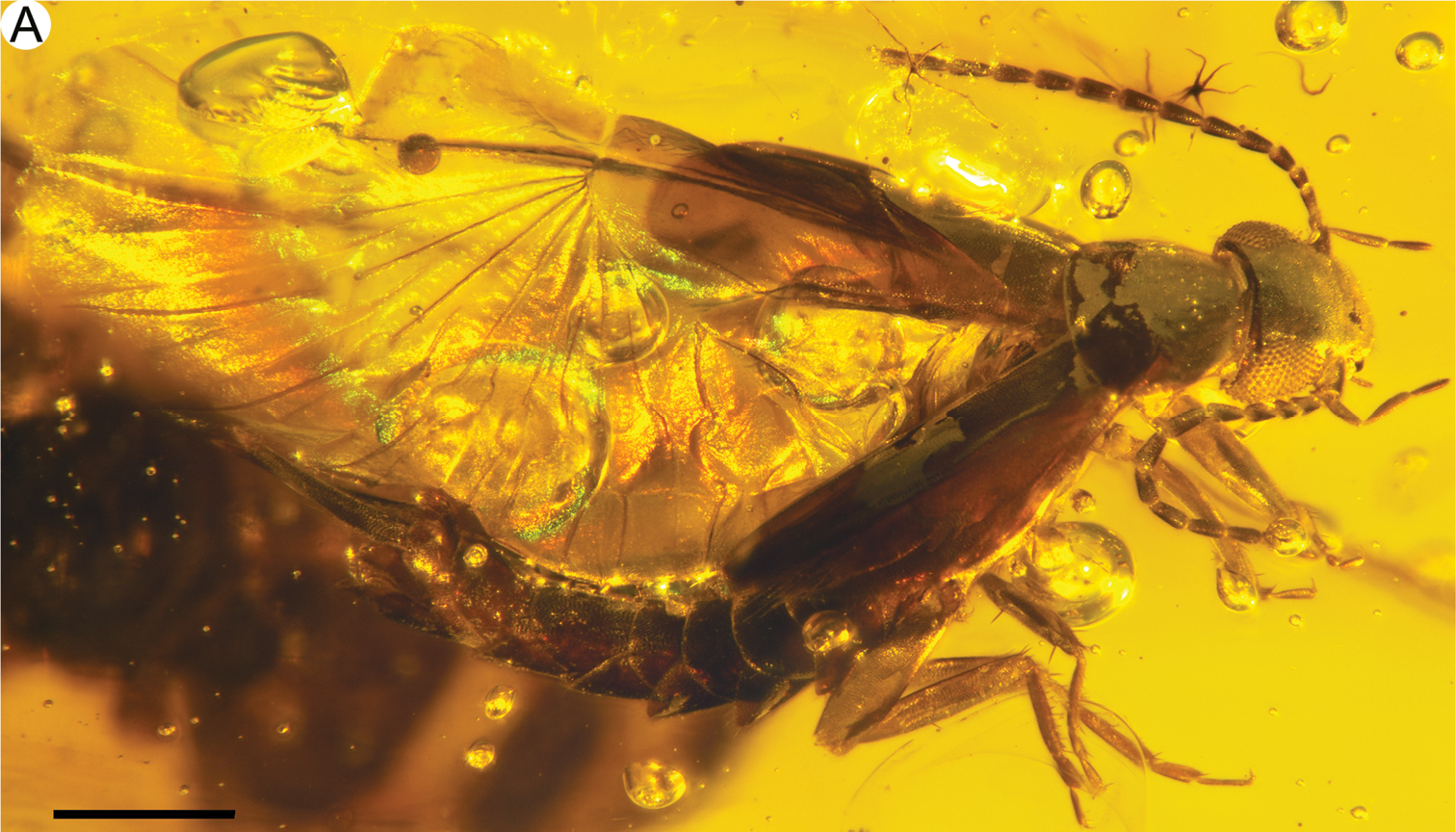
Astreptolabis laevis

Cinq familles de dermaptères sont connues, dont: Anisolabididae, Diplatyidae, Labiduridae et Pygidicranidae.

##### Embioptera
Quatre familles d'embioptera ont été identifiées : Clothodidae, Oligotomidae, Notoligotomidae et †Sorellembiidae.

##### Notoptère
Une espèce de notoptère a été identifiée, de la famille des Grylloblattidae, l'insecte extrêmophile Sylvalitoralis cheni.

##### Strepsiptera
Quatre familles de strepsiptera ont été identifiées dans l'ambre : †Cretostylopidae, †Kinzelbachillidae, †Mengeidae, †Phthanoxenidae

##### Lépidoptères
Quatre familles de lépidoptères ont été identifiées : Douglasiidae, Gelechiidae, Gracillariidae et Micropterigidae.

##### Mégaloptère
Une espèce de mégaloptère est identifiée, Haplosialodes liui de la famille des Sialidae.

##### Phasmes
Quatre familles de phasmes ont été identifiées : †Archipseudophasmatidae, Phasmatidae. †Pterophasmatidae et Timematidae

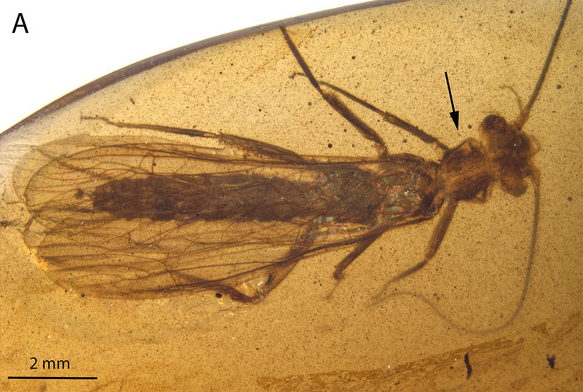
Largusoperla billwymani, de l'ordre des plécoptères

##### Thysanoptera
Trois familles de thrips (Thysanoptères) ont été identifiées : Aeolothripidae, †Rohrthripidae et Thripidae.

##### Plécoptères
Deux familles de lucioles ont été identifiées, Perlidae et †Petroperlidae.

##### Raphidioptères
Une famille de Raphidioptères a été identifiée, †Mesoraphidiidae.

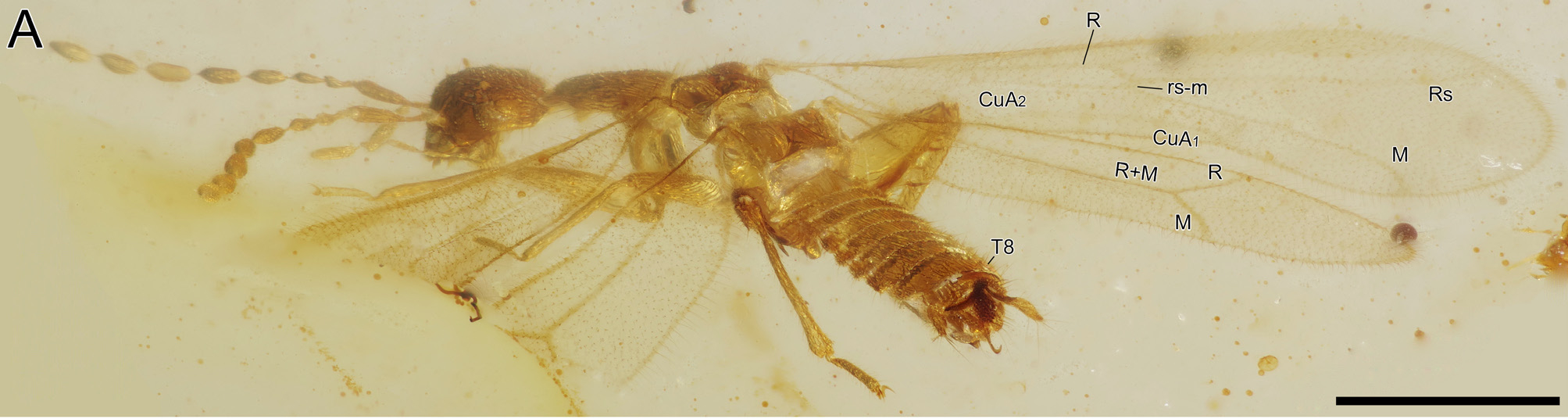
Zorotypus pecten

##### Zoraptera
Plusieurs espèces de Zorotypus et le genre monotypique Xenozorotypus ont été identifiés.

#### Nématode
Cinq familles de nématode ont été identifiées : Cosmocercidae, Heterorhabditidae, Mermithidae, Thelastomatidae, Aphelenchoididae

#### Nématomorphe
Un genre nématomorphe a été identifié : Cretachordodes (Chordodidae, Gordioidea).

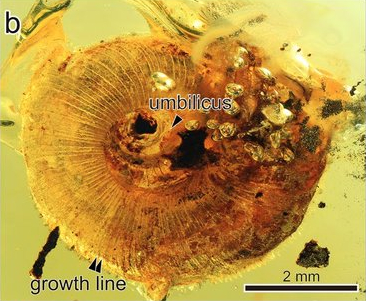
Coquille de Archaeocyclotus, de la famille des Cyclophoridae

#### Mollusques
Sept familles de gastéropodes terrestres ont été identifiées : Diplommatinidae, Pupinidae, Achatinidae, Punctidae, Valloniidae, Assimineidae et Cyclophoridae,,.

### Flore

#### Angiospermes
Onze espèces d'angiospermes sont connues dans neuf genres, y compris les membres de Cornaceae, Cunoniaceae, Lauraceae, Monimiaceae et Laurales incertae cedis. Poales incertae cedis et Angiosperm incertae cedis.

#### Bryopsida
Deux genres de Bryopsida dans les ordres séparés Dicranales et Hypnodendrales.

#### Jungermanniopsida
On connaît trois familles de Jungermanniopsida, Frullaniaceae, Lepidolaeanaceae, Radulaceae.

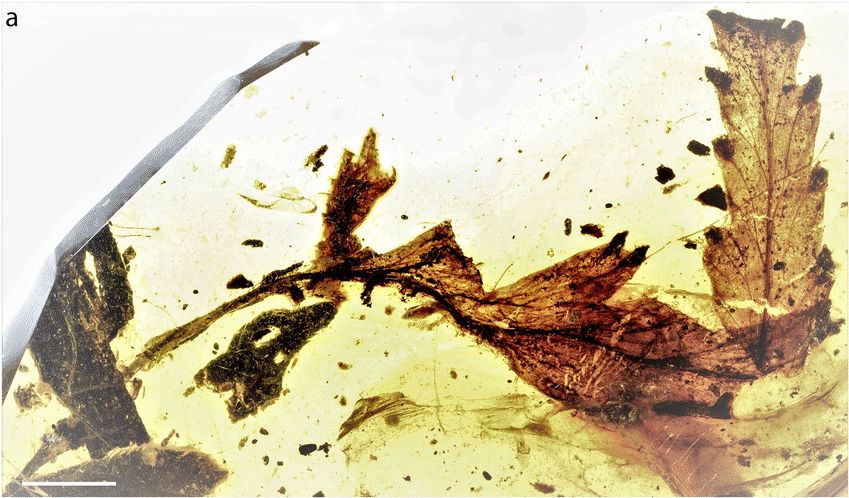
Cystodium sorbifolioides

#### Pinophyta
Deux familles de Pinopsida sont connues : les Araucariaceae et les Cupressaceae dont Metasequoia .

#### Pteridopsida
Quatre familles de Pteridopsidan sont connues : les Cystodiaceae, les Dennstaedtiaceae, les Lindsaeaceae, les Pteridaceae et plusieurs genres de Polypodiales incertae cedis.

### Amoebozoa

#### Myxogastrie
Sporocarpes d'existant myxogastrid myxomycète genre Stemonitis sont connus.

#### Dictyostelia
Un possible dictyostelid Paleoplastes burmanica a été décrit.

## Histoire
Traditionnellement les pièces d'ambre considérées comme de bonne qualité étaient utilisées pour fabriquer des colliers et des bracelets ; relativement coûteuses leurs prix variaient en fonction de la clarté et de la couleur. Les femmes de la vallée portaient des boucles d'oreilles en ambre comme bijoux.
En 1885, la dynastie Konbaung a été annexée au Raj britannique et une étude de la région a été menée par le Dr Fritz Noetling pour le compte du Geological Survey of India. La première recherche sur les inclusions dans l'ambre birman a été publiée en 1916 par Theodore Dru Alison Cockerell, qui a initialement conclu que l'ambre datait du Miocène. Cependant, le caractère archaïque des insectes l'a amené à penser que l'ambre devait être plus ancien
Une recherche a été menée par le Dr HL Chhibber en 1934, qui a fourni la description la plus détaillée des occurrences de burmites.

## Exploitation moderne et controverse
La présence de veines de calcite est un facteur majeur dans la détermination de la qualité gemme des pièces, les pièces avec un grand nombre de veines ayant une valeur significativement inférieure.
Du milieu des années 1990 aux années 2000, une petite entreprise minière canadienne a contrôlé le gisement ; l'histoire de l'exploitation au cours des années 2000 et au début des années 2010 demeure obscure.
Depuis 2011, après un cessez-le feu qui a duré 17 ans, la zone est le théâtre d'affrontements entre l’armée birmane et l’Armée pour l’indépendance Kachin, une rébellion ethnique qui revendique l’autonomie. L'ambre, le jade, l'or et le bois représentent des enjeux économiques importants et contribuent à alimenter ce conflit indépendantiste. Selon diverses agences de presse en 2019 le commerce de l'ambre aurait financé le conflit de Kachin,,. Une grande partie de l'ambre des mines aurait été introduite en contrebande en Chine pour y être écoulée. L'ONG Global Witness rappelle qu'une entreprise qui commercialise de l'ambre de Birmanie "peut être responsable d'alimenter le conflit et des violations des droits de l'homme". L'intérêt pour cette controverse est devenu plus vif en 2020 à la suite de la description très médiatisée d' Oculudentavis, qui a fait la couverture de Nature . Le gisement d'ambre de la vallée de Hukawngen est le seul au monde d'ambre de la période du Crétacé qui ne soit pas protégé, et fasse encore l'objet d'une exploitation commerciale.
Actuellement la zone d'extraction serait contrôlée par l'armée birmane, qui a repris les mines en juin 2017 à l'armée d'indépendance de Kachin.

## Autres gisements d'ambre de Birmanie
D'autres gisements d'ambre sont connus dans plusieurs régions de Birmanie, dans le district de Shwebo de la région de Sagaing, des districts de Pakokku et Thayet de la région de Magway et du district de Bago de la région de Bago, Contrairement au gisement Hukawng, aucune des autres sources n'a produit de quantités notables d'ambre. Une étude de 2018 sur un gisement d'ambre de Tilin dans le centre du Myanmar a indiqué qu'il était de 27 millions d'années plus récent que le gisement Hukawng ; ce gisement du dernier étage stratigraphique Campanien daterait ainsi d'environ 72 millions d'années. Un certain nombre de spécimens d'arthropodes ont été décrits bien que moins bien conservés que ceux contenus dans l'ambre de Hukawng. Ils comprennent des membres d'hyménoptères ( Braconidae, diapriidae, Scelionidae) diptères (cératopogonidés, chironomes ) Dictyoptera ( Blattaria, Mantodea ) planthoppers, Berothidae et les poux de l'écorce ( Lepidopsocidae ), ainsi que des sous - familles de fourmis existantes Dolichoderinae et provisoirement Ponerinae, ainsi que des fragments de mousse